# 黃承昊
黃承昊（1576年—？），字履素，號闇齋，晚號樂白道人、妙喜散人，中軍都督府嘉興中左千户所（今浙江嘉興市）人，祖籍江西新淦，軍籍，明朝學者。

## 生平
幼年多病，常患痰症，好硏究醫理，重視養生。萬曆三十三年（1605年）順天府秀才，萬曆三十七年（1609年）應天鄉試舉人，萬曆四十四年（1616年）進士，都察院觀政，四十五年丁憂，四十七年授大理寺评事，天啓五年升吏科给事中，六年转刑科右。天启五年（1625年），工部右侍郎南居益總督河道，黄承昊劾奏其“倚傍门户，躐跻通显”，被罷官。魏大中为阉党陷害入獄，黄承昊因曾相助大中而被罢官。崇祯初年起复，官户科右给事中，调工科左给事中。崇祯二年（1629年）出为河南盐驿副使，三年加參政，四年升福建按察使，五年降江西副使，七年升本省參政，致仕。累官广东按察使。崇禎十五年，往廣東赴任途中，因飲用金銀花酒中毒而一度昏迷。致仕归。因為好酒又好女色，以此獲疾，十日九病。約卒於清順治初。有未婚妻名沈伯姬，為沈自邠長女，十八歲亡，後娶妻沈紉蘭。

## 著作
著有《折肱漫錄》、《律例析微》、《讀律參疑》、《律例互考》、《闡幽錄》、《闇齋吟稿》、《医宗撮精》等。編有《嘉兴县志》。

## 家族
曾祖黄鹤年，太学生，封知府。祖父黃錝，封江西參政。父黃洪憲，詹事府經筵。